# Lijst van voetbalclubs - H
Dit is een lijst van voetbalclubs met als beginletter een H.
- HFC Haarlem
- Häcken
- FH Hafnarfjörður
- FC Haka Valkeakoski
- HNK Hajduk Split
- Halmstad
- Hamburger SV
- Hammarby
- Hamrun Spartans
- Hannover 96
- Hapoel Haifa
- Hapoel Tel Aviv
- SV Happy Evita Girls
- Harbour View FC
- Harelbeke
- Harkemase Boys
- Hartlepool United
- FK Haugesund
- Hawke's Bay United
- Hearts
- Hebei China Fortune
- FC Hebros
- Heerenveen
- 1. FC Heidenheim 1846
- Heist
- Hekari United
- Helmond Sport
- Helsingborgs IF
- Heracles Almelo
- Hércules
- Hereford United
- FC Hergiswil
- Hertha Breslau
- Hertha BSC
- Hertha München
- Hertha Scheidemühl
- Hertha Wittenberge
- Hertha Zehlendorf
- HFX Wanderers FC
- HHC Hardenberg
- Hibernian
- Hibernians FC
- Hidd SCC
- Hienghène Sport
- VV Hillegersberg
- HJK Helsinki
- Hochstädt Wien
- IL Hødd
- 01 Hoechst
- Honvéd
- KSK Hoboken
- RVC Hoboken
- Holbæk B&I
- Holstein Kiel
- Home United FC
- Hønefoss BK
- Hong Kong Rangers FC
- SV Horn
- Horseed FC
- US Hostert
- Houston Dynamo
- FC Hoyvík
- Hradec Králové
- SV Hubentut Fortuna
- Huddersfield Town
- Hull City
- Humble Lions FC
- KF Hysi

A · B · C · D · E · F · G · H · I · J · K · L · M · N · O · P · Q · R · S · T · U · V · W · X · Y · Z